# جيمس ماركوس (ممثل)
جيمس ماركوس (بالإنجليزية: James A. Marcus)‏ هو ممثل أمريكي، ولد في 21 يناير 1867 بنيويورك في الولايات المتحدة، وتوفي في 15 أكتوبر 1937 بهوليوود في الولايات المتحدة بسبب نوبة قلبية.

## أعمال

### أفلام
- (1925) النسر
- (1928) سيدي تومسون
- (1931) أروسميث

## وصلات خارجية
- جيمس ماركوس على موقع IMDb (الإنجليزية)
- جيمس ماركوس على موقع ألو سيني (الفرنسية)
- جيمس ماركوس على موقع أول موفي (الإنجليزية)
- جيمس ماركوس على موقع قاعدة بيانات الأفلام السويدية (السويدية)
- جيمس ماركوس على موقع قاعدة بيانات الفيلم (الإنجليزية)
- جيمس ماركوس على موقع كينوبويسك (الروسية)